# Parafia św. Maksymiliana Marii Kolbego w Józefowie-Błotach
Parafia Świętego Maksymiliana Marii Kolbego w Józefowie-Błotach – parafia rzymskokatolicka należąca do dekanatu Otwock-Kresy diecezji warszawsko-praskiej, metropolii warszawskiej. 
Parafia powstała 1 marca 1988 z podziału parafii Józefów i Falenica. Kościół został zbudowany w latach 1981–1986, według projektu architekta mgr inż. Waldemara Siwka. Mieści się przy ulicy księdza Wincentego Malinowskiego.
Zasięg parafii obejmuje część Józefowa i część Wawra.